# Tachimetabolismo
Il tachimetabolismo (dal greco: tachys/tachus = veloce; metabolia  = cambiamento) comporta che il metabolismo a riposo di questi animali resta comunque alto. Anche se il loro metabolismo rallenta durante il sonno, è comunque sensibilmente più alto di quello degli animali con Bradimetabolismo.